# Nimboa espanoli
Nimboa espanoli is een insect uit de familie van de dwerggaasvliegen (Coniopterygidae), die tot de orde netvleugeligen (Neuroptera) behoort. 
De wetenschappelijke naam Nimboa espanoli is voor het eerst geldig gepubliceerd door Ohm in 1973.